# Criterio di Tresca

Rappresentazione dei due criteri nel piano delle tensioni principali: l'esagono di Tresca (in blu), che corrisponde al criterio tangenziale, è più cautelativo dell'ellisse di von Mises (indicato in rosso) che corrisponde al criterio distorsionale.

Il criterio del massimo sforzo tangenziale è un criterio di resistenza valido per i materiali duttili (è quindi un criterio di snervamento), ma non per i materiali fragili. Fu proposto dall'ingegnere meccanico francese Henri Tresca, ed è perciò noto anche tra i tecnici come criterio di Tresca.
Il materiale deve essere anche isotropo, deve avere uguale resistenza a trazione e a compressione, e il suo snervamento deve essere indipendente dalla pressione idrostatica. 
Il criterio tangenziale, proposto originalmente dall'ingegnere meccanico francese Henri Tresca, fu rivisto e formalizzato da Guest e Barré de Saint-Venant.
Il criterio tangenziale stima sempre delle tensioni più basse o uguali al criterio della massima distorsione. Infatti, nello spazio tridimensionale delle tensioni, la superficie di snervamento corrisponde ad un prisma retto a base esagonale con asse coincidente con l'asse delle pressioni idrostatiche (ossia con la trisettrice dell'ottante positivo). Tale prisma è circoscritto dal cilindro a base circolare associato al criterio di distorsione. 
Secondo il criterio tangenziale, lo snervamento del materiale viene raggiunto quando lo sforzo tangenziale raggiunge un valore limite.
{\displaystyle \tau =\tau _{max}}
Con riferimento alle tensioni principali non ordinate {\displaystyle (\sigma _{1},\sigma _{2},\sigma _{3})}, si disegnino sul piano di Mohr (y=τ , x=σ) tre circonferenze aventi come diametro il valore assoluto della differenza delle tensioni principali, per ottenere le tensioni tangenziali basterà quindi dividere per due
{\displaystyle \tau _{\max }=\max \left\{{\frac {|\sigma _{1}-\sigma _{2}|}{2}},{\frac {|\sigma _{1}-\sigma _{3}|}{2}},{\frac {|\sigma _{2}-\sigma _{3}|}{2}}\right\}}
La tensione tangenziale (τ) maggiore delle tre tra parentesi graffe, dovrà quindi essere posta minore o uguale della metà della tensione normale (σ) ammissibile affinché il criterio del taglio massimo sia valido. 
mentre nel caso limite di tensioni monoassiale ({\displaystyle |\sigma _{1}|=\sigma _{y}\;,\;\;\sigma _{2}=\sigma _{3}=0\;,\;\;\sigma _{y}} è la tensione di snervamento)
{\displaystyle \tau _{\max }={\frac {\sigma _{y}}{2}}\;,}
la condizione di snervamento del criterio tangenziale è data dalla
{\displaystyle \tau _{\max }=\max \left\{{\frac {|\sigma _{1}-\sigma _{2}|}{2}},{\frac {|\sigma _{1}-\sigma _{3}|}{2}},{\frac {|\sigma _{2}-\sigma _{3}|}{2}}\right\}={\frac {\sigma _{y}}{2}}}
Utilizzando le tensioni principali ordinate {\displaystyle (\sigma _{I}\geq \sigma _{II}\geq \sigma _{III})}, tale espressione è riscrivibile in termini della seguente funzione di snervamento:
{\displaystyle f({\boldsymbol {\sigma }})=\left((\sigma _{I}-\sigma _{II})^{2}-\sigma _{y}^{2}\right)\,\left((\sigma _{I}-\sigma _{III})^{2}-\sigma _{y}^{2}\right)\,\left((\sigma _{II}-\sigma _{III})^{2}-\sigma _{y}^{2}\right)=0}
L'intersezione della superficie di snervamento associata al criterio di Tresca con il piano {\displaystyle \sigma _{3}=0} è un poligono esagonale  
{\displaystyle \sigma _{I}-\sigma _{II}=\pm \sigma _{y}\;\;,\;\;\sigma _{I}=\pm \sigma _{y}\;\;,\;\;\sigma _{II}=\pm \sigma _{y}\;\;,\;\;}
Tale poligono è circoscritto dall'analoga rappresentazione del dominio elastico associato al criterio di von Mises (un'ellisse). Ne deriva che il criterio di Tresca risulta più restrittivo. Tuttavia gli scarti non sono eccessivi ed entrambi i criteri forniscono risultati che hanno un ottimo accordo con i risultati sperimentali. La maggiore semplicità di rappresentazione del dominio elastico fornito dal criterio di von Mises ne favorisce il suo maggiore uso nella pratica, soprattutto in contesti computazionali di analisi.
|  |  |